# Великосельское сельское поселение (Гаврилов-Ямский район)
Великосельское сельское поселение — муниципальное образование в составе Гаврилов-Ямского муниципального района Ярославской области Российской Федерации.

## История
Великосельское сельское поселение образовано 1 января 2005 года в соответствии с законом Ярославской области № 65-з от 21 декабря 2004 года «О наименованиях, границах и статусе муниципальных образований Ярославской области». Границы Великосельского сельского поселения установлены в административных границах Великосельского, Кузовковского и Плотинского сельских округов.

## Население
| 2007  | 2010  | 2011  | 2012  | 2013  | 2014  | 2015  |
| ----- | ----- | ----- | ----- | ----- | ----- | ----- |
| 3798  | ↘3396 | ↘3395 | ↗3442 | ↗3532 | ↗3631 | ↗3642 |
| 2016  | 2017  | 2018  | 2019  | 2020  | 2021  |       |
| ↗3662 | ↗3680 | ↘3645 | ↘3569 | ↘3444 | ↗3796 |       |

## Состав сельского поселения
В состав сельского поселения входят 44 населённых пунктов. 
| №  | Населённый пункт   | Тип населённого пункта       | Население | Сельский округ |
| -- | ------------------ | ---------------------------- | --------- | -------------- |
| 1  | Аколово            | деревня                      | ↘10       | Плотинский     |
| 2  | Бели               | деревня                      | ↘67       | Плотинский     |
| 3  | Большая Воехта     | деревня                      | ↘8        | Плотинский     |
| 4  | Великое            | село, административный центр | ↘1713     | Великосельский |
| 5  | Вострицево         | деревня                      | ↘5        | Плотинский     |
| 6  | Горе-Грязь         | село                         | ↘55       | Великосельский |
| 7  | Губино             | деревня                      | →18       | Великосельский |
| 8  | Дровнино           | деревня                      | ↘14       | Плотинский     |
| 9  | Дружная            | деревня                      | ↗1        | Плотинский     |
| 10 | Есипцево           | деревня                      | ↘5        | Плотинский     |
| 11 | Кондратово         | деревня                      | ↘0        | Великосельский |
| 12 | Котово             | деревня                      | ↘24       | Кузовковский   |
| 13 | Кощеево            | деревня                      | →0        | Кузовковский   |
| 14 | Круглово           | деревня                      | ↗10       | Плотинский     |
| 15 | Кузовково          | деревня                      | →12       | Кузовковский   |
| 16 | Кузьминское        | деревня                      | ↗7        | Великосельский |
| 17 | Кундринское        | деревня                      | ↘11       | Плотинский     |
| 18 | Лахость            | село                         | ↘178      | Кузовковский   |
| 19 | Милитино           | деревня                      | ↘8        | Плотинский     |
| 20 | Нарядово           | деревня                      | ↘38       | Плотинский     |
| 21 | Никулино           | деревня                      | →11       | Кузовковский   |
| 22 | Новый              | посёлок                      | ↘89       | Великосельский |
| 23 | Осташкино          | деревня                      | ↘25       | Плотинский     |
| 24 | Петроково          | деревня                      | ↘62       | Великосельский |
| 25 | Петрунино          | деревня                      | ↘11       | Плотинский     |
| 26 | Плещеево           | село                         | ↘267      | Плотинский     |
| 27 | Плотина            | деревня                      | ↘154      | Плотинский     |
| 28 | Поляна             | деревня                      | ↘412      | Великосельский |
| 29 | Поповка            | деревня                      | ↗28       | Великосельский |
| 30 | Прилесье           | деревня                      | →1        | Плотинский     |
| 31 | Пурлево            | деревня                      | →9        | Кузовковский   |
| 32 | Романцево          | деревня                      | ↘0        | Плотинский     |
| 33 | Романцево-Дубиково | деревня                      | ↘32       | Плотинский     |
| 34 | Рохмала            | деревня                      | ↘2        | Кузовковский   |
| 35 | Седельница         | деревня                      | →0        | Плотинский     |
| 36 | Степанцево         | деревня                      | ↘1        | Плотинский     |
| 37 | Строково           | деревня                      | ↗16       | Кузовковский   |
| 38 | Турово             | деревня                      | ↘3        | Плотинский     |
| 39 | Улыбино            | деревня                      | ↘2        | Плотинский     |
| 40 | Ханькино           | деревня                      | ↘5        | Плотинский     |
| 41 | Цибаки             | деревня                      | ↗1        | Кузовковский   |
| 42 | Чёрная             | деревня                      | ↗7        | Кузовковский   |
| 43 | Шалава             | деревня                      | ↘69       | Плотинский     |
| 44 | Ярково             | деревня                      | ↗5        | Великосельский |